# Silvanus difficilis
Silvanus difficilis is een keversoort uit de familie spitshalskevers (Silvanidae). De wetenschappelijke naam van de soort werd in 1973 gepubliceerd door Halstead.